# Uprising Live!
 (novembre 2020).
Si vous disposez d'ouvrages ou d'articles de référence ou si vous connaissez des sites web de qualité traitant du thème abordé ici, merci de compléter l'article en donnant les références utiles à sa vérifiabilité et en les liant à la section « Notes et références ».
Albums de Bob Marley and the Wailers
Live Forever
(2011)
Uprising Live! est un album live de Bob Marley and the Wailers, enregistré au Westfalenhallen de Dortmund en Allemagne, le 13 juin 1980.
Il est issu de la tournée européenne Uprising Tour (en).
Cet album a été publié le 21 Novembre 2014 par Eagle Vision.

## Liste des morceaux
I-Threes :
1. Precious World
2. Slave Queen
3. Steppin’ Out Of Babylon
4. That’s The Way Jah Planned It

Bob Marley :
1. Marley Chant
2. Natural Mystic
3. Positive Vibration
4. Revolution
5. I Shot The Sheriff
6. War/No More Trouble
7. Zimbabwe
8. Jamming
9. No Woman, No Cry
10. Zion Train
11. Exodus
12. Redemption Song
13. Could You Be Loved
14. Work
15. Natty Dread
16. Is This Love
17. Get Up, Stand Up
18. Coming In From The Cold
19. Lively Up Yourself

## Formats
- CD : 2 x CD, EAGDV040, Eagle Vision/Tuff Gong/Universal, sorti le 24 novembre 2014
- DVD : EREDV1111, Eagle Vision/Tuff Gong/Universal, sorti le 24 novembre 2014
- LP : 3 x vinyle, 0733179, Eagle Vision/Tuff Gong/Universal, sortie le 13 novembre 2020